# Gándhínagar
Gándhínagar (gudžarátsky ગાંધીનગર) je hlavní město Gudžarátu, jednoho ze svazových států Indie. K roku 2011 mělo přes 208 tisíc obyvatel a bylo tak až desátým největším městem Gudžarátu. Největší byl Ahmadábád s více než 5 milióny obyvatel.

## Poloha
Gándhínagar leží na řece Sábarmatí (přítoku Kambajského zálivu) ve vzdálenosti přibližně 30 kilometrů severně od Ahmadábádu, největšího gudžarátského města.

## Dějiny
Město vzniklo v šedesátých letech dvacátého století z velké části plánovaně na zelené louce. Hlavním městem Gudžarátu je od roku 1970. Je pojmenováno po gudžarátském rodákovi Mahátmovi Gándhím.